# Ogasawarana nitida
Ogasawarana nitida é uma espécie de gastrópode  da família Helicinidae.
É endémica de Japão.